# Peter Jehle (Fussballspieler)
Peter Karl Jehle (* 22. Januar 1982 in Grabs, Schweiz) ist ein ehemaliger Liechtensteiner Fussballspieler auf der Torhüterposition.

## Frühe Jahre
Peter Jehle begann seine fussballerische Laufbahn im Alter von vier Jahren beim FC Schaan. Nachdem er dort sämtliche Juniorenbereiche bis zu den C-Junioren durchlaufen hatte, wurde er in die Auswahlnationalmannschaft des Liechtensteiner Fussballverbandes aufgenommen. Dort durchlief er ebenfalls alle Stationen und wurde schliesslich in die Liechtensteiner Fussballnationalmannschaft berufen.

## Vereinslaufbahn
Im Jahre 2000 unterschrieb Jehle seinen ersten Profivertrag beim schweizerischen Rekordmeister, dem Grasshopper Club Zürich. Dort gab er am 29. Juli 2000 in Zürich sein Nationalliga A-Debüt, nachdem sein Torhüterkollege Stefan Huber kurz vor Spielende nach einem Foul die rote Karte gesehen hatte. Jehle parierte daraufhin den Elfmeter und erzielte einen optimalen Einstand bei seinem Verein. In der Saison 2000/01 gewann Jehle mit seinem Verein den Meistertitel, was in der Saison 2002/03 wiederholt wurde.
Nach sechs Profijahren in Zürich wechselte Jehle am 10. Juni 2006 zum portugiesischen Verein Boavista Porto. Nachdem er dort zwei Jahre gespielt und sich zur Nummer 1 vorgearbeitet hatte, überschattete ein Korruptionsskandal den Verein. Eine alte Geschichte vor der Zeit Jehles zwang den Verein zum Zwangsabstieg in die zweithöchste Liga. Durch eine Vertragsklausel konnte er den Verein nach Frankreich zum FC Tours verlassen und spielte in der Saison 2008/09 dort in der Ligue 2. 2009 wechselte er in sein Heimatland Liechtenstein zurück und spielte dort beim FC Vaduz. Im Februar 2013 unterschrieb er beim FC Luzern einen Vertrag, nachdem deren Ersatzkeeper Gabriel Wüthrich wegen einer Gehirnerschütterung ausgefallen war. Nach seiner Rückkehr war er weiterhin Stammspieler bei Vaduz und beendete nach über 200 Ligaspielen seine aktive Karriere.

## Nationalmannschaft

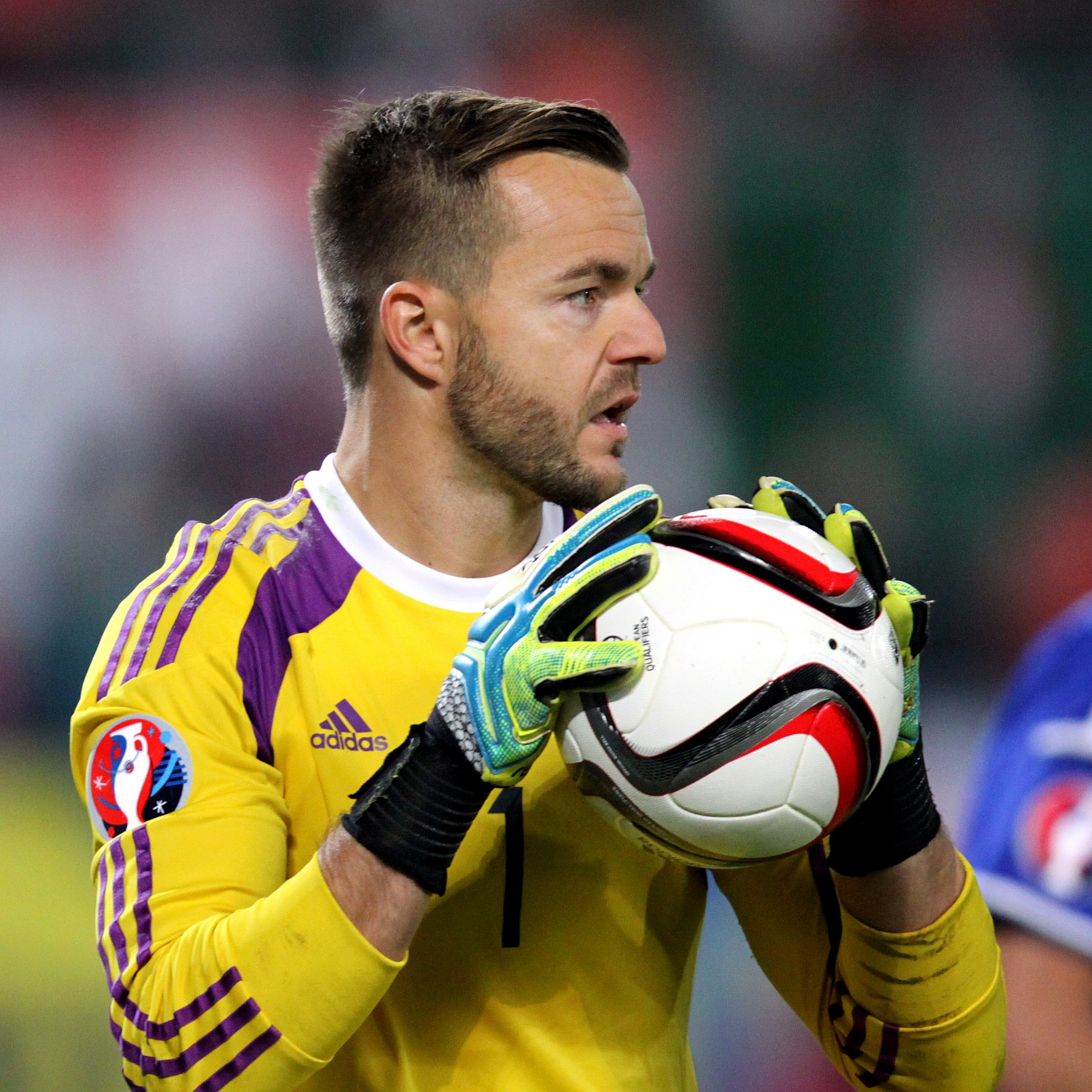
Peter Jehle im Dress der liechtensteinischen Fussballnationalmannschaft (2015)

Mit 16 Jahren debütierte Jehle am 14. Oktober 1998 in der Nationalmannschaft. Beim Spiel gegen Aserbaidschan gab er seinen Einstand bei Liechtensteins erstem Sieg (2:1) in einem FIFA/UEFA-Qualifikationsspiel. Seither war er für 20 Jahre Stammtorhüter der Liechtensteiner Nationalmannschaft. Am 14. August 2013 machte er beim 2:3 gegen Kroatien als dritter Liechtensteiner sein 100. Länderspiel.

## Nach seiner aktiven Karriere
Jehle ist seit seinem Karriereende im Juli 2018 Geschäftsführer und Generalsekretär der liechtensteinischen Nationalmannschaft. Er arbeitet auch bei SRF als Co-Experte im Studio bei Super-League-Spielen.

## Erfolge
Liechtenstein U-17
- Schweizer Meister 2000[4]

Grasshopper Club Zürich
- Schweizer Meister: 2001, 2003

FC Vaduz
- Liechtensteiner Cupsieger: 2010, 2011, 2013, 2014, 2015, 2016, 2017, 2018

Nationalmannschaft
- Teilnahme an der Endrunde der U-16-Europameisterschaft 1998

## Auszeichnungen
- 1. Platz zum Spieler des Monats in Portugal (Dezember 2007)
- 3. Platz zum Spieler des Monats in Portugal (Januar 2008)